# I Liceum Ogólnokształcące im. Marcina Kromera w Gorlicach
I Liceum Ogólnokształcące im. Marcina Kromera w Gorlicach – liceum ogólnokształcące z siedzibą w Gorlicach.

## Historia
Cesarz Franciszek Józef I Najwyższem Postanowieniem z dnia 4 maja 1906 zezwolił na kreowanie z początkiem roku szkolnego 1906/7 państwowego gimnazjum w Gorlicach z polskim językiem wykładowym. Szkoła zaczęła funkcjonować od 15 września 1906 jako Cesarsko-Królewskie Gimnazjum w Gorlicach. W 1918 zmienia nazwę na Państwowe Gimnazjum w Gorlicach. W roku szkolnym 1922/1923 na wniosek Rady Pedagogicznej Ministerstwo Wyznań Religijnych i Oświecenia Publicznego wyraziło zgodę na nadanie gimnazjum imienia Marcina Kromera. W roku szkolnym 1926/1927 typ klasyczny zmieniono na neoklasyczny, zmniejszając liczbę godzin języka łacińskiego i greckiego, wprowadzając naukę kultury klasycznej. Od roku szkolnego 1932/1933 do 1948/1949 Państwowe Gimnazjum i Liceum im. Marcina Kromera w Gorlicach.

## Gmach
O wykonanie odnośnych planów gmachu i kosztorysu zwrócili się do architekta Tadeusza Mostowskiego, profesora budownictwa w C. K. Szkoły Przemysłowej we Lwowie. W 1909 plany i kosztorysy były gotowe i zatwierdzone przez organa c. k. Rządu. Wedle wygotowanego kosztorysu suma kosztów zaprojektowanego budynku wynosiła 303 986 koron.

## Dyrektorzy
- dr Wincenty Szczepański[3],
- ks. Kazimierz Litwin (1917),
- Zygmunt Kochański (1917–1918),
- Dymitr Czechowski (1918–1925),
- Józef Tułecki (1925),
- Henryk Ogorzały (1925),
- Jan Prokopek (1925–1933),
- Franciszek Gwiżdż (1933–1939),
- dr Stanisław Zabierowski,
- Stanisław Motyka,
- Bronisław Kawałek,
- Jan Plato,
- Ryszard Kwilasz,
- Jadwiga Pels,
- Jerzy Nalepka,
- Aleksandra Baran,
- Jan Drożdż.

## Nauczyciele
- Jan Długoszewski
- Franciszek Dubas
- ks. Jan Durkot (gr. kat.)
- Zygmunt Zagórowski

## Uczniowie i absolwenci
- Dariusz Bohatkiewicz
- Artur Czyżyk
- Mirosław Czyżykiewicz
- Wiesław Fusek
- Hanna Gucwińska
- Jarosław Królewski[4]
- Barbara Skrzypek
- Ewa Wachowicz